# GNG4
GNG4‏ (G protein subunit gamma 4) هوَ بروتين يُشَفر بواسطة جين GNG4 في الإنسان.